# 大魯斯魏爾湖

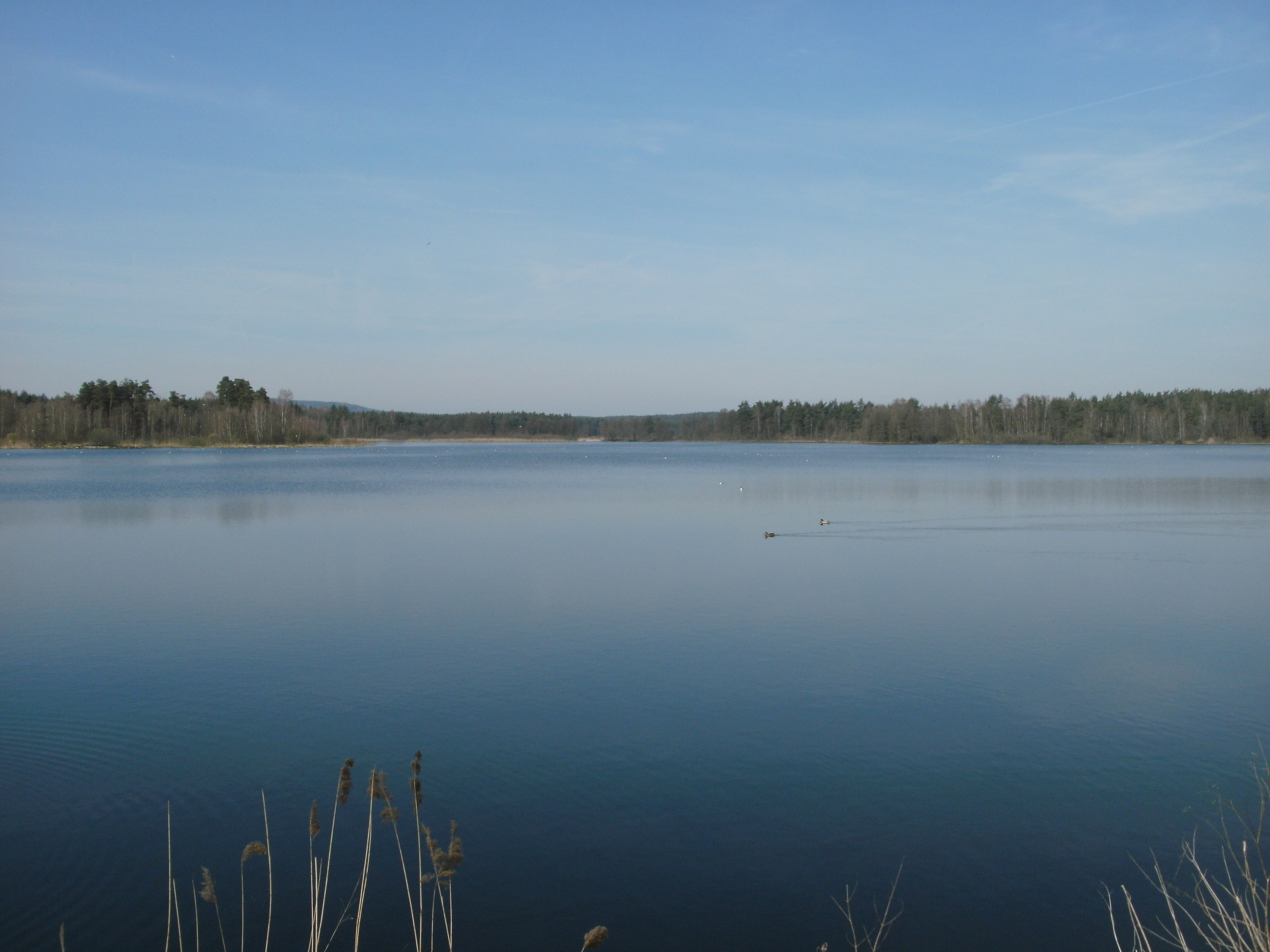

49°45′56″N 11°47′17″E / 49.76556°N 11.78806°E
大魯斯魏爾湖（德語：Großer Rußweiher），是德國的湖泊，位於該國東南部，由巴伐利亞州負責管轄，處於瓦爾德納布河畔諾伊施塔特縣，長1公里、寬0.85公里，面積0.55平方公里，海拔高度431米。